# Karl-August Wetjen
Karl-August Wetjen (* 7. Februar 1925 in Hannover; † 25. Januar 2014) war ein deutscher Verfahrenstechniker und von 1977 bis 1987 Vorstandsmitglied der BASF AG.

## Leben
Karl-August Wetjen studierte in Bremen und Karlsruhe Apparatebau und Verfahrenstechnik. Anschließend war er in Karlsruhe als Assistent tätig und promovierte dort 1953. Im Folgejahr trat er in die BASF ein, wo er 1977 in den Vorstand aufrückte und bis 1987 blieb. Zu seinem Ressort gehörten die Unternehmensbereiche Schaumstoffe, Polyurethane und Verbundwerkstoffe. Zudem war er zuständig für den Länderbereich Brasilien sowie die Ingenieur-Technik und Technische Entwicklung. 1979 wurde er als Honorarprofessor des Fachbereichs Chemieingenieurwesen der TH Karlsruhe berufen.
2001 unterzeichnete Wetjen den zwei Mal in der Jungen Freiheit abgedruckten Appell an die Bundeswehr Gegen die Entlassung konservativer Soldaten: Der „Fall Götz Kubitschek“.
1955 heiratete Wetjen Maud Hedy Karst. Wetjen starb nach kurzer Krankheit; er hinterlässt fünf erwachsene Kinder.

## Auszeichnungen
- 1985: Bundesverdienstkreuz 1. Klasse

## Schriften
- Wärmeübergang bei Filmkondensation strömenden, lufthaltigen Wasserdampfes am senkrechten Rohr. Dissertation. TH Karlsruhe 1953. DECHEMA-Monographien, Band 23. Verlag Chemie, Weinheim/Bergstraße 1954, S. 178–240.